# Leishan
Leishan (en chino, 雷山; pinyin, Léishān; literalmente, ‘montaña Trueno’) es un condado bajo la administración directa de la Prefectura Qiandongnan en la Provincia de Guizhou, República Popular China.  Su área es de 1204 km² y su población total para 2010 superó los 117 mil habitantes.

## Administración
Desde julio de 2020, el  condado Leishan se divide en 9 pueblos que se administran en 1 subdistrito,   5 poblados, 2 villas y 1 villa étnica.